# 湖南税务高等专科学校
28°06′32″N 113°00′08″E / 28.108761°N 113.00211°E
湖南税务高等专科学校，位于湖南省长沙市雨花区，是湖南省一所高等专科大学。

## 历史
1984年，湖南省教育厅建立了湖南税务高等专科学校。

## 学校资源
- 多功能电化教学室
- 多媒体教室和语音视听室
- 会计模拟实验室
- 计算机中心
- 模拟法庭

## 学校专业
湖南税务高等专科学校一共分为12个专业。
- 财务会计专业
- 会计电算化专业
- 金融学专业
- 物业管理专业
- 行政管理与办公自动化专业
- 经济法专业
- 电子商务专业
- 经济信息管理与计算机应用专业
- 财政学专业
- 经贸英语专业
- 中英文秘
- 应用英语

## 荣誉
- 湖南省文明高校[2]
- 全国绿化先进单位[2]
- “全国部门绿化造林400佳单位”[2]